# Пашковичи (Минская область)
Пашковичи (бел. Пашковічы) — деревня в Минском районе Минской области Белоруссии. Входит в состав Новодворского сельсовета.

## География
Деревня расположена примерно в 3,5 км к югу от города Минска и граничит с деревней Климовичи. В 2 км юго-восточнее деревни расположен агрогородок Гатово. В 2 км западнее деревни находится железнодорожная станция Колядичи.